# Live Sparks
Live Sparks er en amerikansk stumfilm fra 1920 af Ernest C. Warde.

## Medvirkende
- J. Warren Kerrigan som Neil Sparks
- Mae Talbot som Helen
- Roy Laidlaw som Hiram Craig
- Fritzi Brunette som Myrtle Pratt
- Clyde Benson som William Carpenter
- Beth Ivins som Bess Kinloch
- Zelma Maja som Phyllis Gwynne
- John Steppling som Jacob Abbott
- Arthur Millett som Henry Lavigne
- Joseph J. Dowling som David Pratt